# Florent Vanverberghe
Pas d'image ? Cliquez ici

a Compétitions nationales et continentales officielles uniquement.

b Matchs officiels uniquement.
Dernière mise à jour le 15 juillet 2024.
Florent Vanverberghe, né le 22 juillet 2000 à La Seyne-sur-Mer (Var), est un joueur français de rugby à XV. Il joue au poste de deuxième ligne au Castres olympique en Top 14.

## Biographie

### Jeunesse et formation
Florent Vanverberghe naît le 22 juillet 2000 à La Seyne-sur-Mer. Il intègre l'école de rugby du RC Toulon dès l'âge de 6 ans, où il évolue de manière polyvalente entre le poste de deuxième ligne et celui de troisième ligne centre.
Il est dans un premier temps sélectionné en équipe de France des moins de 17 ans, puis, en 2017, il est sélectionné en équipe de France des moins de 19 ans.
En 2018, il obtient le bac S.

### Débuts professionnels à Toulon (2018-2020)
Le 14 octobre 2018, en début de saison 2018-2019, Florent Vanverberghe joue son premier match professionnel sous le maillot de son club formateur, le RCT, dans le cadre de la Coupe d'Europe, face à Newcastle,. Il joue au total trois matchs cette saison, ces trois seuls sous le maillot toulonnais, puisqu'il n'en joue aucun en 2019-2020.
Il participe ensuite à la Coupe du monde des moins de 20 ans 2019 avec les l'équipe de France des moins de 20 ans en 2019. Il participe à quatre des cinq matchs des Bleuets dans cette compétition, dont trois en tant que titulaire. Il est titulaire en demi-finale puis en finale face à l'Australie. Les Français battent l'Australie en finale et sont champions du monde.

### Révélation à Castres (depuis 2020)
En mai 2020, Florent Vanverberghe signe un contrat de trois saisons avec le Castres olympique. Il s'impose rapidement au poste de deuxième ligne dans la rotation du club tarnais durant la saison 2020-2021, et dispute dix-huit rencontres lors de sa première saison,.
À l'issue de cette première saison dans son nouveau club, il est sélectionné, en juin 2021, pour la première fois en équipe de France senior par Fabien Galthié afin de disputer la tournée en Australie. Alors qu'il doit faire des débuts en sélection en tant que remplaçant pour le premier test-match de la série, il est finalement contraint de déclarer forfait à la suite d'une blessure à la hanche. 
Durant la saison 2021-2022, il est en concurrence à son poste avec Loïc Jacquet, Tom Staniforth, Ryno Pieterse et Théo Hannoyer. En janvier 2022, il est à nouveau retenu par le staff tricolore, afin de participer au stage préparatoire du Tournoi des Six Nations 2022, se déroulant à Cassis, tout près d'Aubagne. Il ne connaît cependant pas sa première cape durant ce tournoi. Ensuite, son club termine à la première place de la phase régulière et se qualifie donc pour les phases finales de Top 14. Lors de la demi-finale, il est titulaire en deuxième ligne aux côtés de Tom Staniforth, et bat le Stade toulousain, se qualifiant ainsi pour la finale. Le 24 juin 2022, il est de nouveau titulaire lors de la finale du Top 14 mais son équipe s'incline face au Montpellier HR (défaite 29 à 10). Cette saison, il joue 26 matchs toutes compétitions confondues dont 20 en tant que titulaire et inscrit trois essais, soit quinze points. 
Pour la saison 2022-2023, Vanverberghe est considéré comme le titulaire à son poste, associé à Staniforth, comme ce fut le cas la saison passée.
À l'issue de la saison 2023-2024, au mois de juin, il est retenu en équipe de France dans une liste de trente-deux joueurs pour préparer la tournée d'été en Argentine. Cette liste est marquée par l'absence des cadres habituels et la présence de nombreux joueurs sans sélections. Le 10 juillet 2024, il joue sous le maillot national face à l'Uruguay, dans une rencontre non capée disputée par l'équipe de France développement.

## Paris sportifs illicites
En octobre 2019, Florent Vanverberghe fait partie des treize joueurs sanctionnés par la Ligue nationale de rugby pour avoir « commis des infractions concernant la réglementation sur les paris sportifs ». En effet, le règlement stipule qu'il est interdit pour les acteurs des compétitions officielles de parier sur celles-ci,.

## Statistiques

### Internationales
Florent Vanverberghe a disputé neufs matchs avec l'équipe de France des moins de 20 ans en une saison, prenant part à une édition du Tournoi des Six Nations en 2020, et à une édition du championnat du monde junior en 2019. Il n'inscrit aucun point.

## Palmarès

### En club
- RC Toulon
  - Vainqueur du Championnat de France espoir en 2019

- Castres olympique
  - Finaliste du Championnat de France en 2022

### En équipe nationale
- France -20
  - Vainqueur du Championnat du monde junior en 2019